# Georg Schuster-Woldan

Georg Schuster-Woldan: Selbstbildnis

Georg Eberhard Wolfgang Schuster-Woldan (* 7. Dezember 1864 in Nimptsch, Niederschlesien; † 31. März 1933 in St. Georgen) war ein deutscher Maler und Grafiker.

## Leben
Schuster-Woldan war der Sohn von Heinrich Schuster. Sein jüngerer Bruder war der Maler Raffael Schuster-Woldan. Von 1872 bis 1876 besuchte er die Bürgerschule in Striegau. Seit 1876 war er Schüler des Liegnitzer Gymnasiums, an dem er 1883 sein Abitur ablegte. Die künstlerische Ausbildung erhielt er zunächst an der Kunstakademie Stuttgart. 1885 wurde sein Studium durch den Militärdienst unterbrochen, den er als Einjährig-Freiwilliger in der Bayerischen Armee ableistete. Anschließend setzte er seine Studien an der privaten Schule des Malers Frank Kirchbach in München fort, dem er, gemeinsam mit seinem Bruder Raffael, an die Städelschule nach Frankfurt am Main folgte.

### Kunstschaffen
Nach Abschluss seiner Studien lebte und arbeitete er zunächst in München, wo er dem Vorstand der Luitpold-Gruppe angehörte und eine private Malschule in seinem Atelier in Schwabing unterhielt. Von 1900 bis 1906 wohnte Georg Schuster-Woldan in der Ainmillerstraße 26, sein Atelier befand sich in der Franz-Josef-Straße 14. Nach dem Ende des Ersten Weltkrieges, an dem er als Offizier (Rittmeister) teilgenommen hatte, zog er mit seiner zweiten Frau Dora nach St. Georgen bei Dießen am Ammersee. Bekannt wurde er als Maler großformatiger Sagen- und Märchenbilder. Die Gemälde Der getreue Eckart, Der Menschenfresser, Der Rattenfänger oder Nikolaus und das Christkind erfuhren auf Ausstellungen große Beachtung. In seinem späteren Schaffen entwickelte er sich zu einem gefragten Kinder- und Frauenporträtisten. Einige Bildnisse publizierte die Kunstzeitschrift Jugend auf ihren Titelblättern. Auf den großen Kunstausstellungen im Glaspalast (München) zählten seine Werke zu den bedeutendsten Exponaten der Luitpold-Gruppe.

### Familie
Schuster-Woldan war zweimal verheiratet
- 1891 mit Carolina Regina (geborene Schultheiss, * 3. November 1869 in München; † 14. Oktober 1938 in Murnau), Tochter des Kupferstechers Albrecht Fürchtegott Schultheiss, die sich in zweiter Ehe mit dem Kunstmaler Conrad Hommel vermählte.
  - Gertrud (1892–1983), wurde Violinistin. Sie studierte bei Carl Flesch und Henri Marteau und lebte als Musikprofessorin in München.
  - Kurt (1893–1979), schlug die Offizierslaufbahn ein und wurde 1943 zum Generalmajor befördert.
  - Hertha (1895–1997) ⚭ 1920 Theodor Geiger. Die Ehe wurde 1936 geschieden.
- mit der Malerin Dora (geborene Daume, * 18. Januar 1884 in Insterburg; † 1971)
  - Wolfgang (1907–1984)
  - Gerhard (1918–1991).

Schuster-Woldan wurde auf dem Münchner Nordfriedhof beerdigt.

## Ehrungen
- Orden vom Doppelten Drachen III. Klasse
- Bronze-Medaille, St. Louis (1904)
- Goldene Medaille, München (1909)
- Königlicher Professorentitel (1911)

## Werke

Das Märchen vom Menschenfresser (Rübezahl)
Mädchen mit Puppe
Elisabeth (Detail)
Mädchen mit Kaninchen (Titelblatt der Zeitschrift Jugend)
Porträt Frau Biagosch

- St. Nikolaus und das Christkind (1894)
- Am Gestade des Meeres (1895) Neue Pinakothek
- Der Menschenfresser (1897) Germanisches Nationalmuseum
- Der getreue Eckart (1898) Ostdeutsche Galerie Regensburg
- Der Rattenfänger (1901)
- Die heiligen drei Könige (1903)
- Porträt Clothilde von Derp (1905) Neue Pinakothek
- Auf der Gartenbank: Porträt der Tochter Hertha (1908) Fassung II: Stadtmuseum Landsberg am Lech
- Knabe mit Schaukelpferd (1911)
- Mädchen mit Puppe (1912)
- Elisabeth (1913)
- Mädchen mit Kaninchen (1926)
- Porträt der Frau Biagosch (1931)